# Metody spojování kolejnic

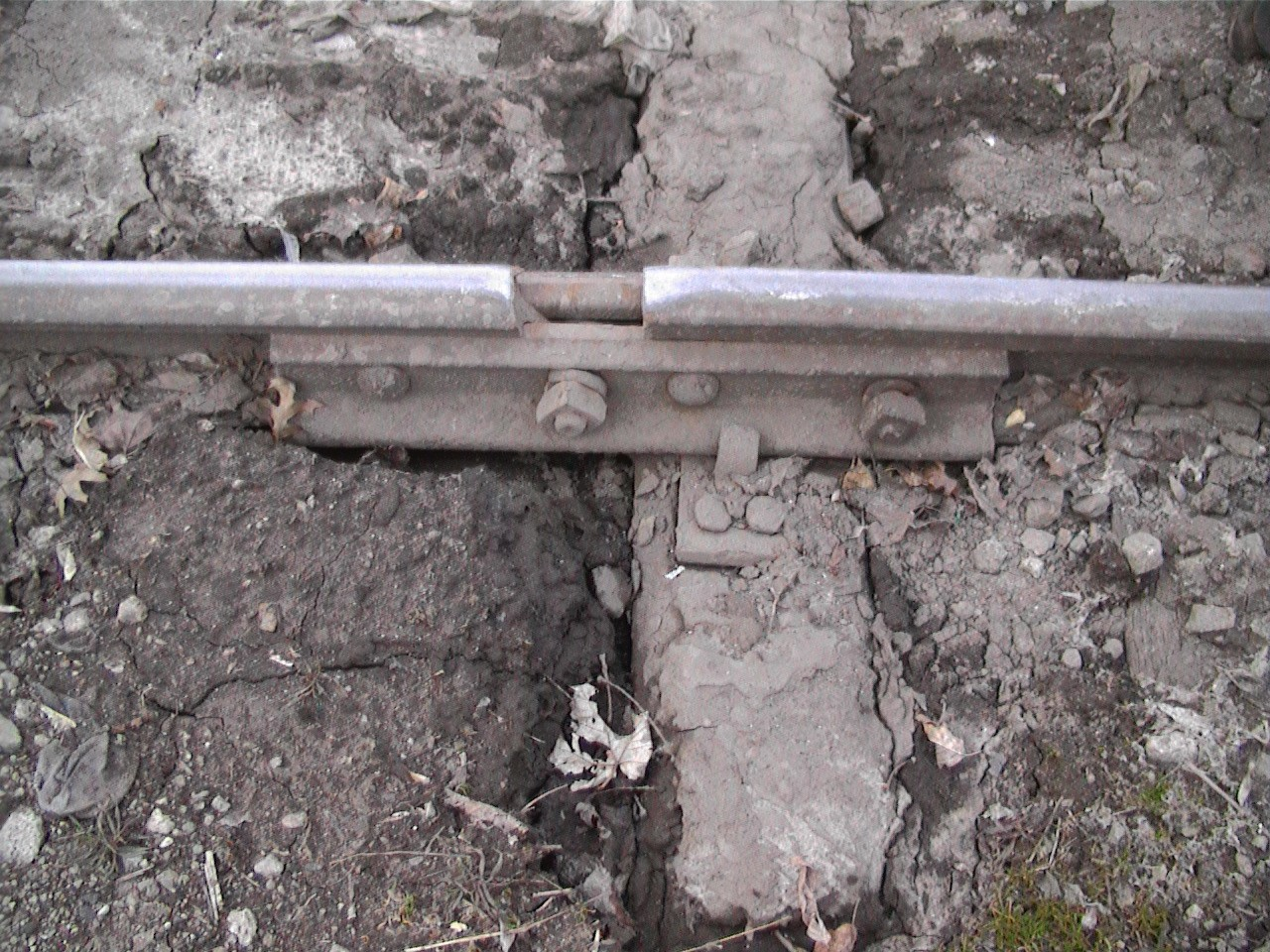
Poškozený styk s odlomenou kolejnicí

Kolejnicový spoj (nesprávně kolejový spoj) je konstrukčně technické řešení, zajišťující polohové a pevnostní spojení dvou, na sebe navazujících, kolejnic. Mechanické spojení kolejnic se nazývá kolejnicový styk, je-li proveden svarový spoj, vzniká bezstyková kolej.

## Konstrukce kolejnicového styku

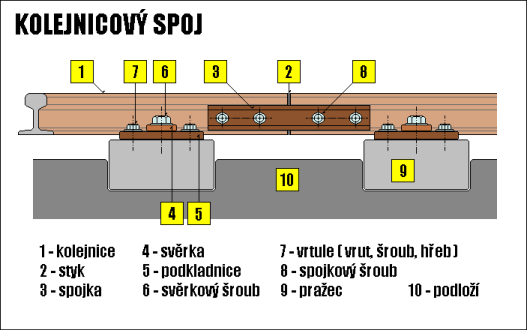
Kolejnicový styk

Příklad jednoduchého kolejnicového styku je uveden na obrázku (nejsou zaneseny drobné díly, podložky, vložky, spony atd.).
Pro hladký průjez železničního kola je požadováno, aby styk zajistil hladký přechod kola z jedné kolejnice na druhou jak v horizontálním tak i vertikálním směru.
Prosté přiložení kolejnic k sobě čelní plochou (řez kolmý na podélnou osu kolejnice) nedokáže zajistit potřebnou stabilitu vzájemné polohy kolejnic. V principu je možno realizovat i šikmý řez ve vertikální rovině, který je zrcadlový pro stýkající se kolejnice.
Z tohoto důvodu se konstruuje pevnostně a prostorově zajištěný kolejnicový styk, který zajišťuje správnou vzájemnou polohu konců kolejnic a je dostatečně mechanický odolný, aby snášel dynamické síly způsobené průjezdem kolejových vozidel.
Konstrukčně dostačujícím provedením pro běžný provoz (není uvažována např. vysokorychlostní trať, monorail apod.) je vyztužení místa styku kolejnic příložkami (spojkami), které fixují kolejnice v požadované poloze. Spojky jsou tvarovány tak, aby z vnější i vnitřní strany přilehly ke kolejnici. Tvar spojek se odvozuje zejména podle tvaru (typu) kolejnice. Upevnění, pevnostní stažení a tím i vzájemné fixování polohy kolejnicového styku se provádí spojkovými šrouby. Počet spojkových šroubů musí být v minimálním počtu 2 ks na každou kolejnici, tj. 4 ks na kolejnicový styk.
Touto kompletací vzniká kolejnicový styk.

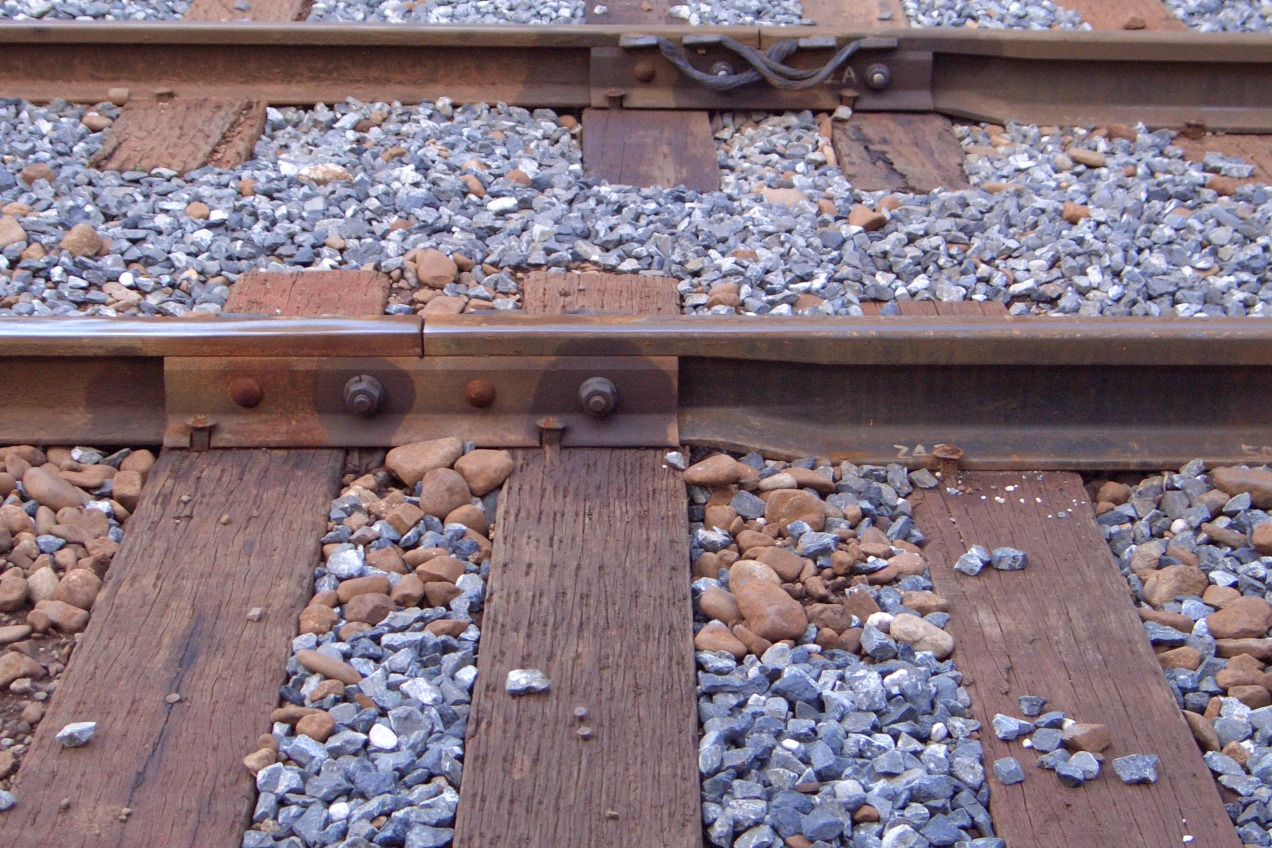
Převislý styk
- změna profilu kolejnice
- elektricky vodivý

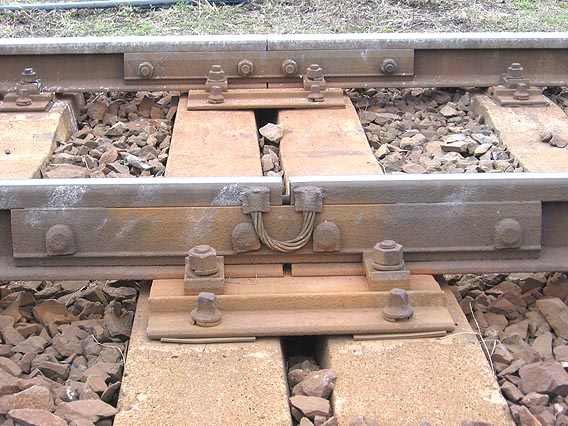
Podložený styk (ČD)
- s mostovou podkladnicí
- elektricky vodivý

## Provedení styků
Podle provozního zatížení tratě, rychlosti, hmotnosti kolejových vozidel, ale i s ohledem na řešení kolejových obvodů, zabezpečení atd. se realizují různé konstrukce kolejnicových styků, zpevněním, elektricky vodivé aj.
Pro zlepšení odolnosti styku vůči dynamickému zatížení provozem je možno přiblížit pražce k místu styku kolejnic, což příznivě ovlivní ohybové zatížení kolejnic ve svislém směru i plošné rozložení sil na podloží. V horizontálním a vertikálném směru je dále možno podložit kolejnice v místě kolejnicového styku můstkovou deskou, což je rozšířená podkladnice, která přesahuje pod obě kolejnice.

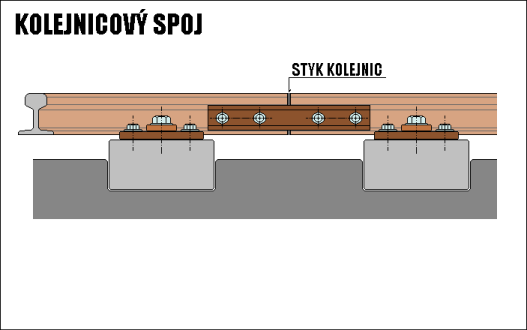
Převislým styk . .
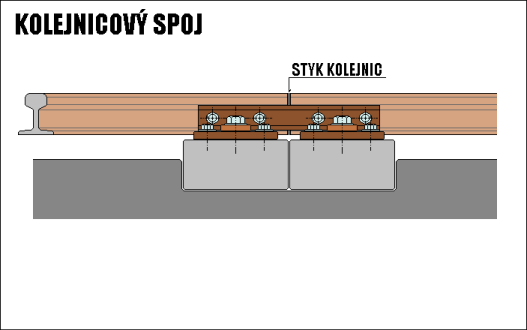
Podporovaný styk (podložený) .
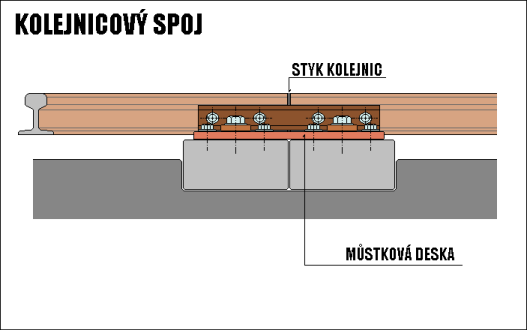
Podporovaný styk a můstkovou deskou (podkladnicí)

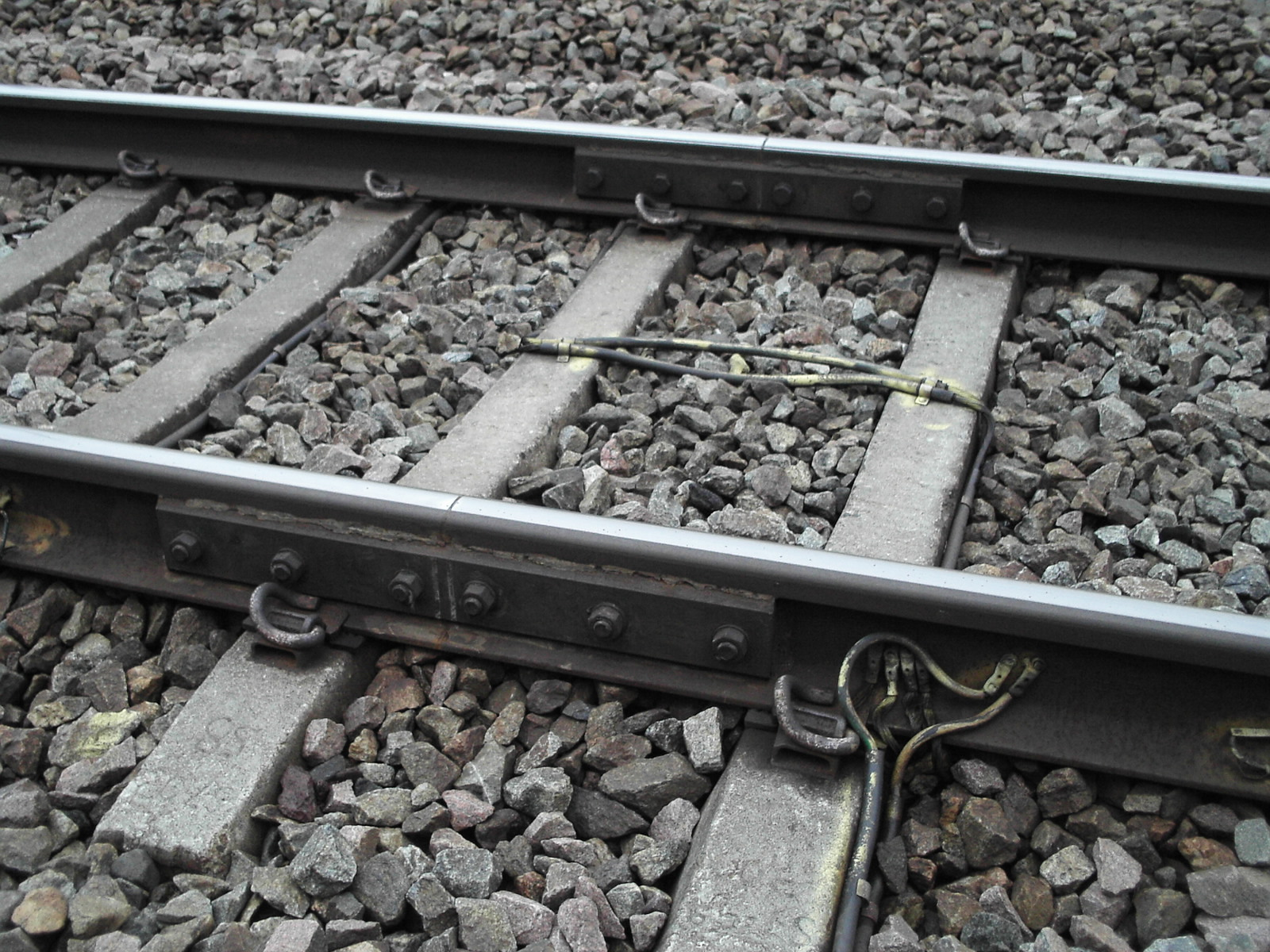
Styk elektricky izolovaný
- převislý styk

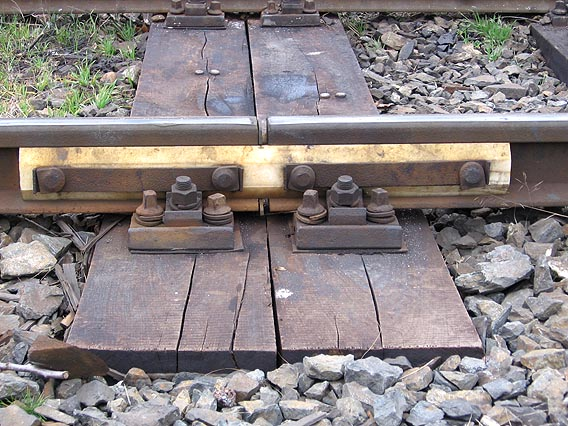
Styk elektricky izolovaný (ČD)
- podložený
- bez můstkové podkladnice

## Elektrické vlastnosti styku
Kolejnicový styk obecně nezaručuje elektrickou vodivost nebo izolační vlastnosti mezi stýkajícími se kolejnicemi. Pro konstrukci vleček nebo lokálních tratí, kde se nepoužívá elektrická trakce ani zabezpečení provozu vyžadující elektrickou vodivost styků, je možno použít kolejnicový styk bez definovaných elektrických vlastností.

### Elektricky vodivý
Pro vytvoření elektricky vodivého styku je potřeba zajistit elektricky vodivé spojení stýkajících se kolejnic. Protože běžné šroubové spojení kolejnic pomocí spojek nezaručuje dostatečnou a trvalou elektrickou vodivost (koroze povrchu oceli), provádí se propojení kolejnic kabelovou propojkou (drát, lano). U svařovaného spoje je dosaženo elektrické vodivosti samotným principem svařování.

### Elektricky izolovaný
Pro vytvoření elektricky nevodivého styku je naopak žádoucí zajistit dostatečný izolační odpor mezi stýkajícími se kolejnicemi. Tohoto se dosahuje vložením izolačních vložek do šroubového spoje mezi kolejnicové spojky a kolejnice a dále izolační vložkou u spojkového šroubu.

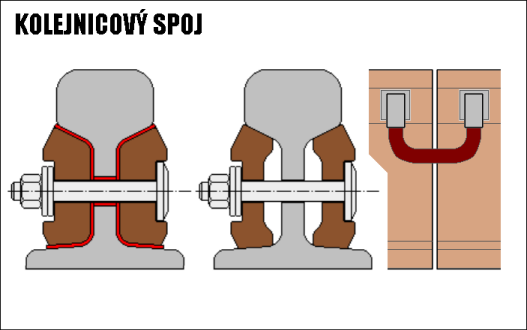
Vlevo izolovaný styk, vpravo vodivý styk s propojkou
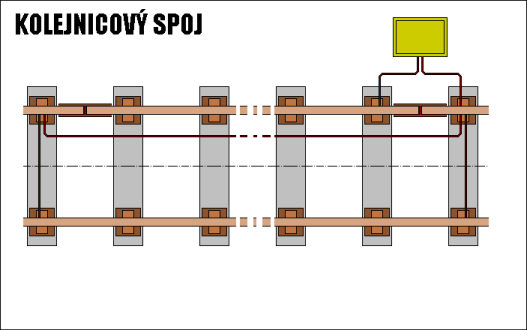
Propojení kolejnic izolovaného úseku .

## Dilatační zařízení

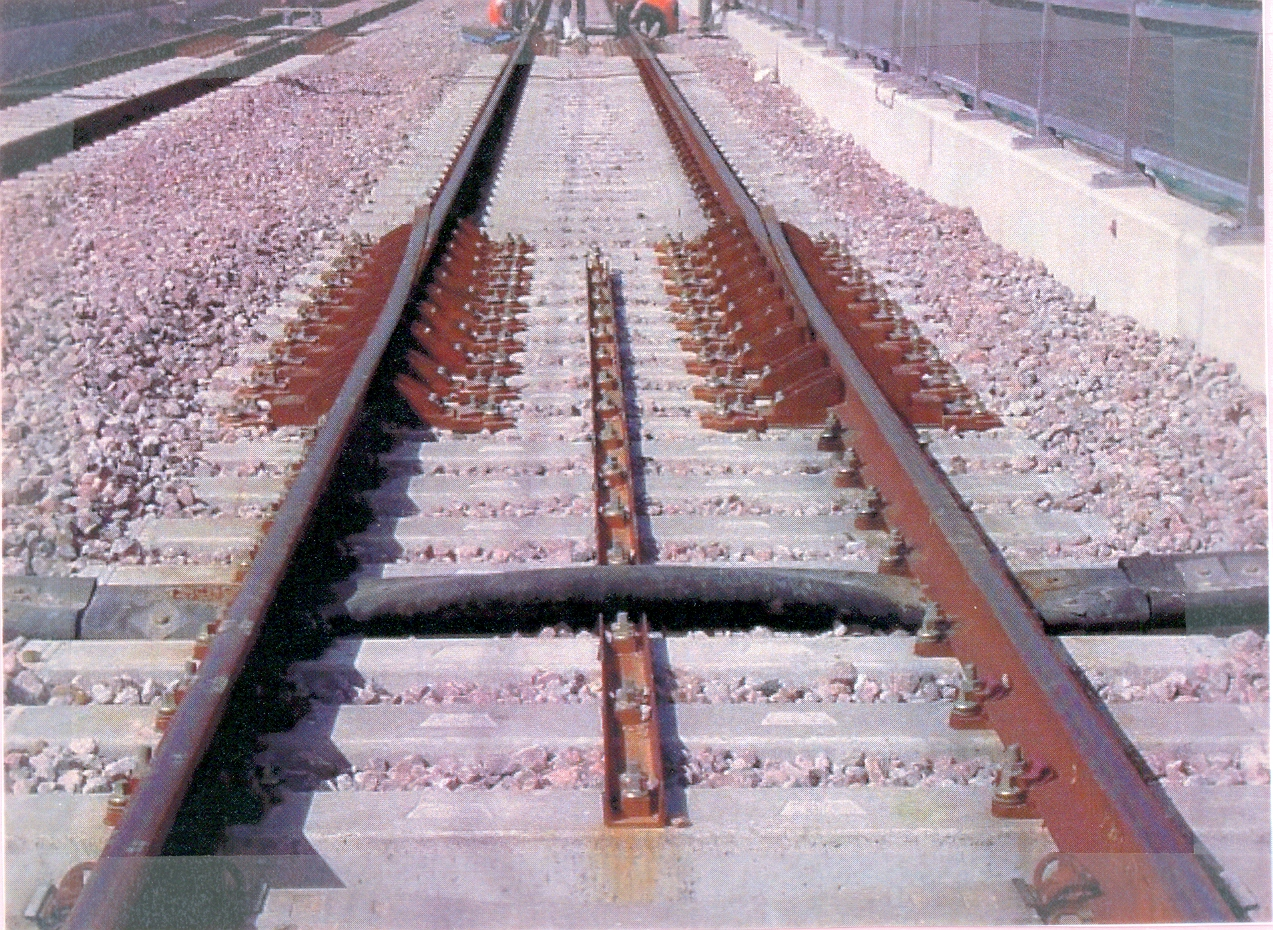
Dilatační zařízení pro velký dilatační rozsah

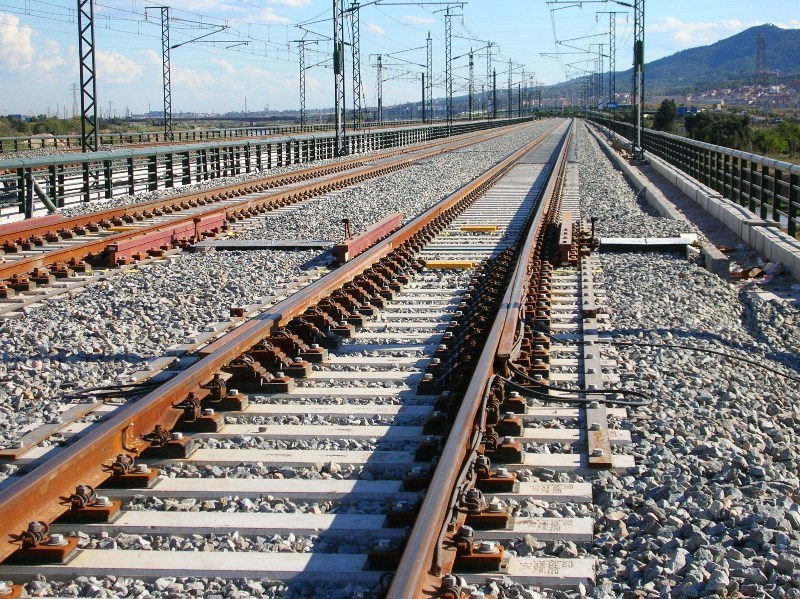
Dilatační zařízení pro velký dilatační rozsah

Vlivem změny teploty a tepelné roztažnosti materiálu dochází k délkovým změnám kolejnic. Tyto změny je nutno kompenzovat tak, aby při vysokých teplotách nedocházelo k vybočení koleje z požadovaného směru a naopak, při nízkých teplotách, k trhání kolejnic. Na tratích s oblouky tato změna délky není tak výrazná jako na dlouhých přímých úsecích.[zdroj?] Taktéž na mostních konstrukcích, které mají menší teplotní setrvačnost než ostatní podklad tratě, je nutno instalovat dilatační zařízení. Dilatační zařízení má tedy za úkol vyrovnávat teplotní roztažnost kolejnic, to vylučuje, že by toto mohlo být realizováno svařovaným spojem. Vzhledem k tomu, že u dilatačního zařízení je požadována vzájemná volnost pohybu navazujících kolejnicových pásů v podélném směru, není možno provést ani úplné pevné spojení kolejnic bočními spojkami. Podle zatížení a provozu na trati (např. rychlosti) se konstruují dilatační zařízení i několik metrů dlouhá s vně vyhnutými kolejnicemi, viz obrázek.

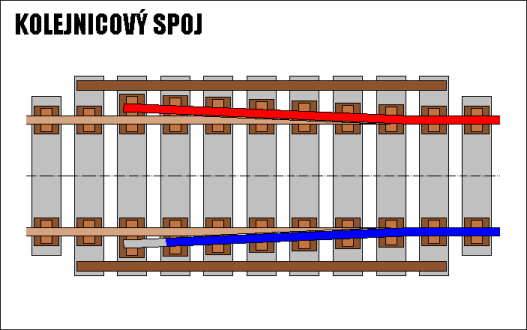
Dilatační zařízení pro velký dilatační rozsah, horní k při vysoké teplotě, dolní k při nízké teplotě.
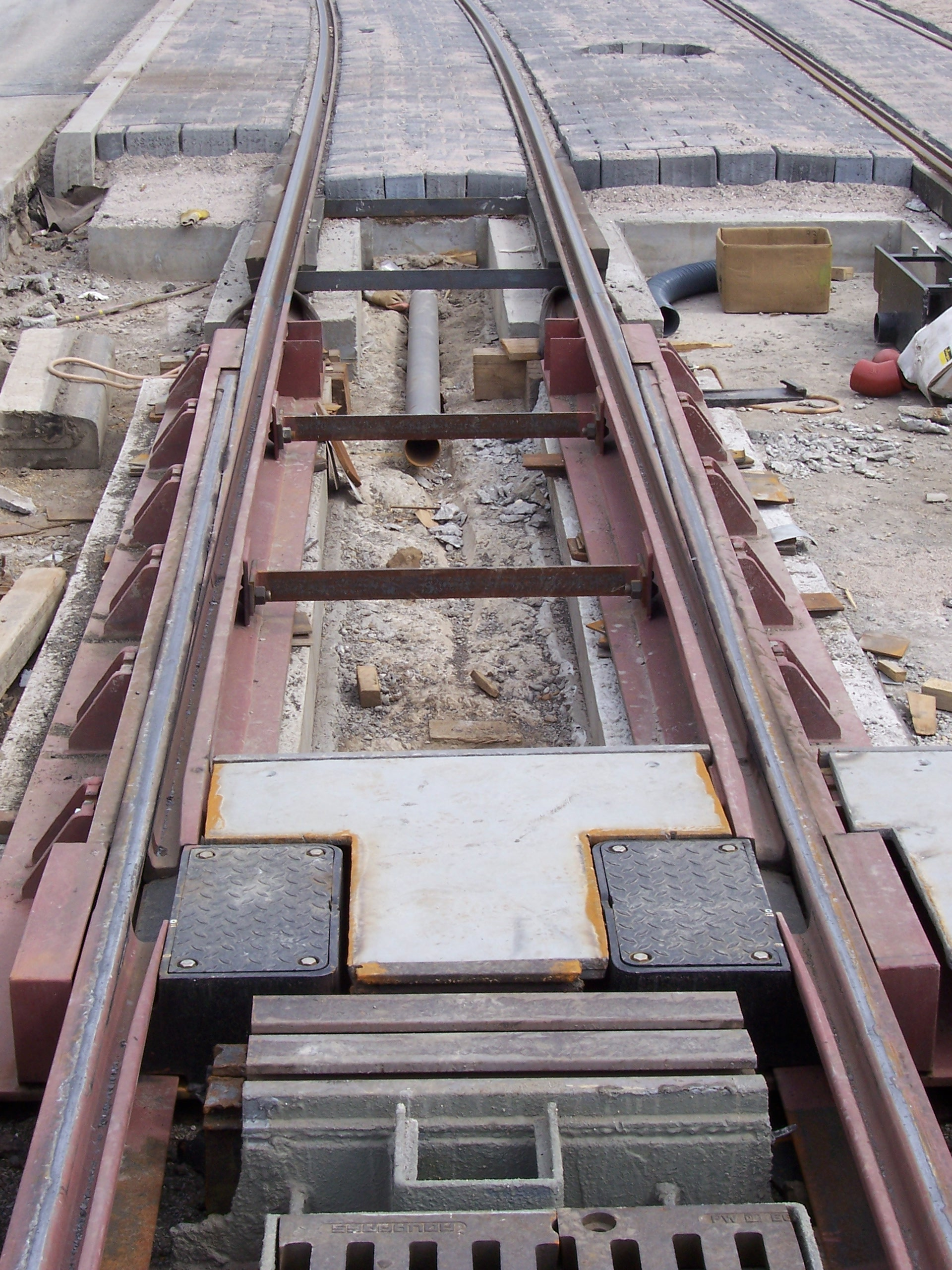
Dilatační zařízení pro tramvajový svršek.
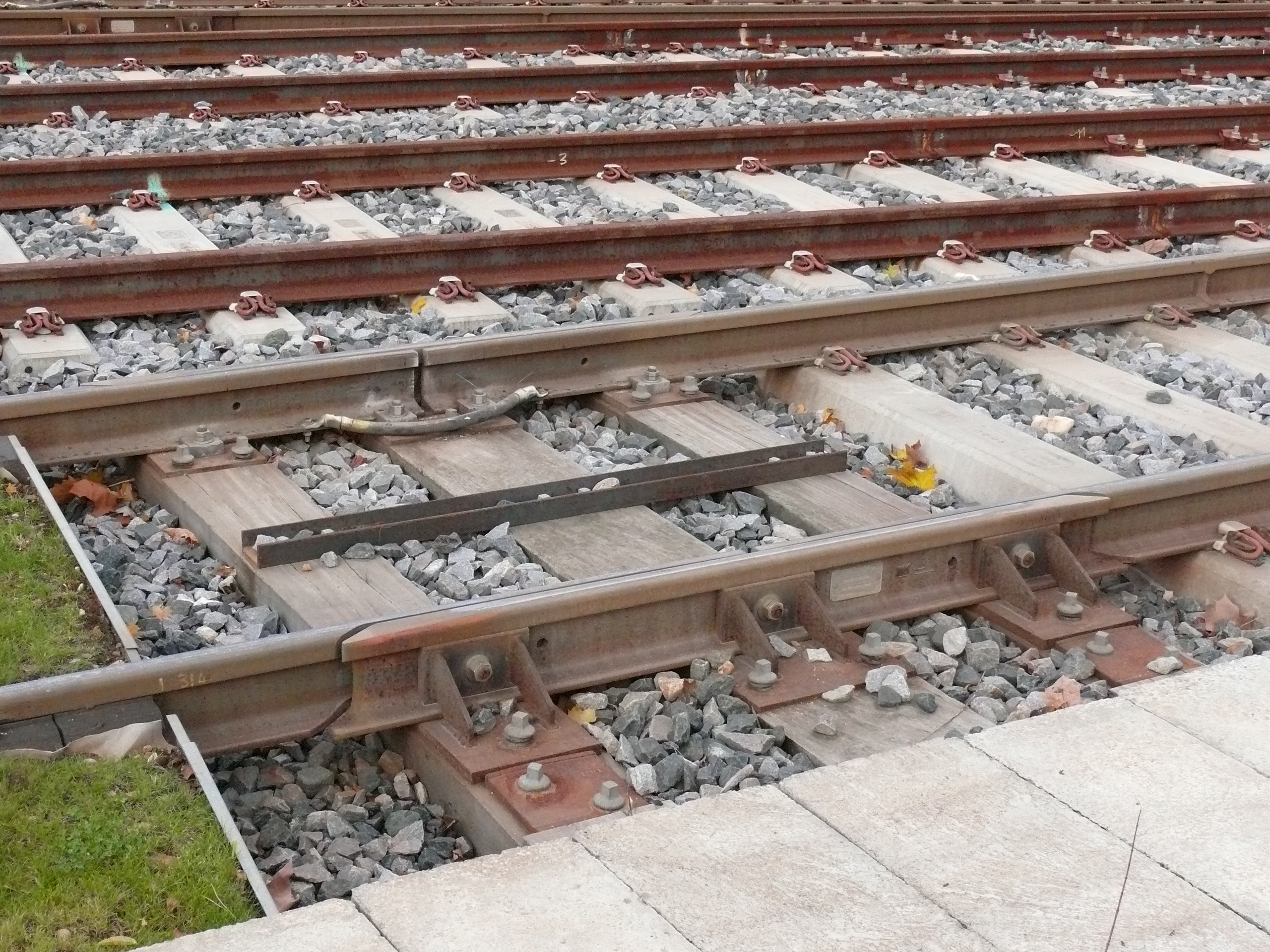
Dilatační zařízení s podélně půlenou kolejnicí a vnější přídržnou spojkou.

## Umístění styků

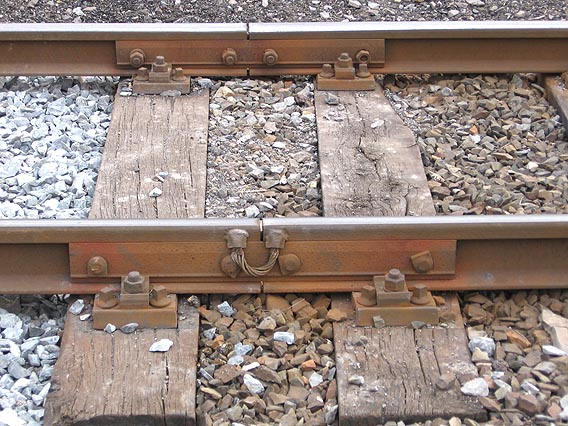
Styky vstřícné
- převislý styk
- elektricky vodivý

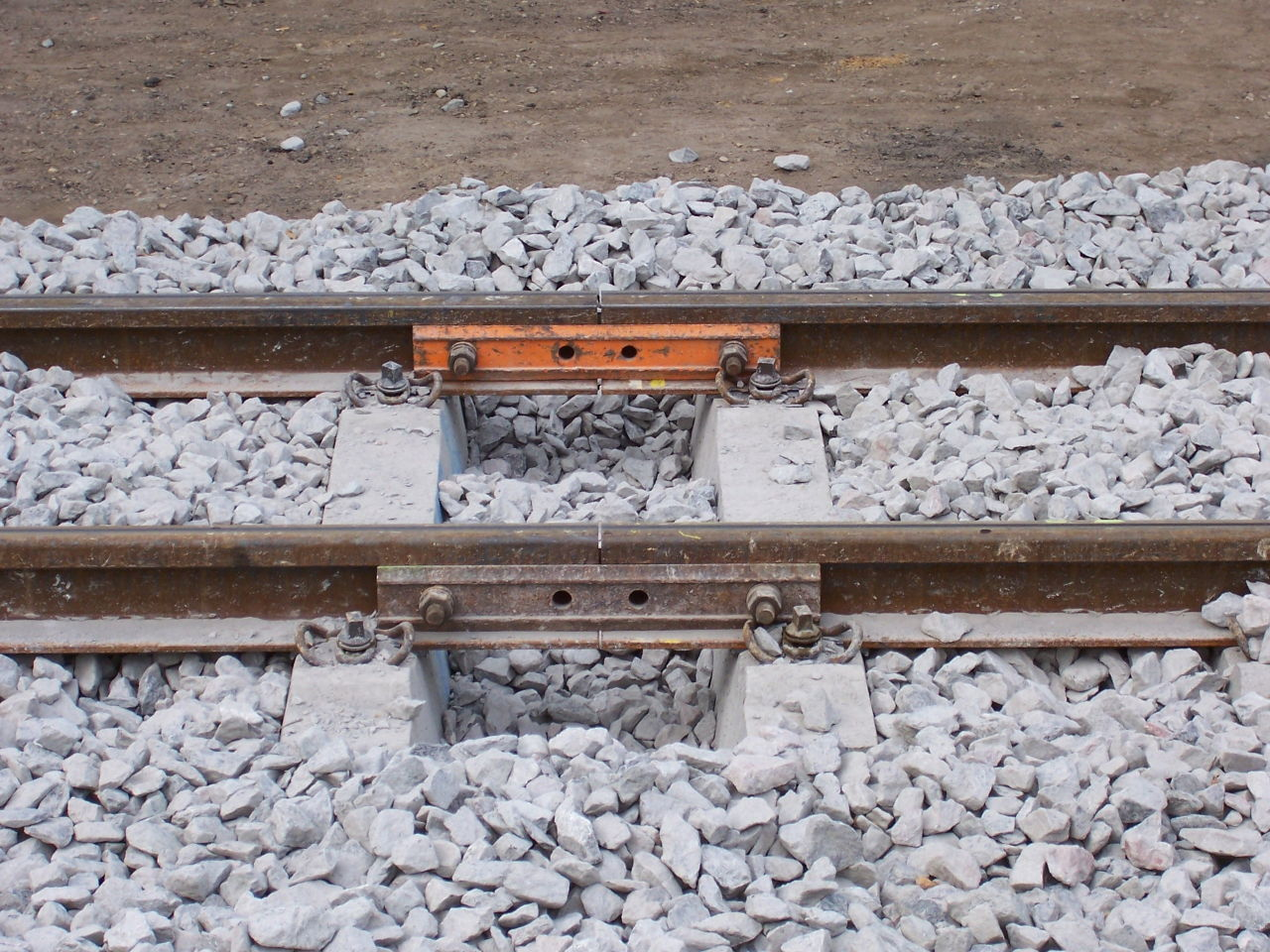
Styky vstřícné
- převislý styk
- elektrická vodivost není zaručena

Podle toho, kde se nachází dělicí rovina kolejnic, tzv. styková plocha nebo rovina styku kolejnic, jsou kolejnicové styky děleny na vstřícné, kdy jsou styky kolejnic uloženy ve stejné rovině kolmo k ose tratě, vystřídané a neuspořádané.

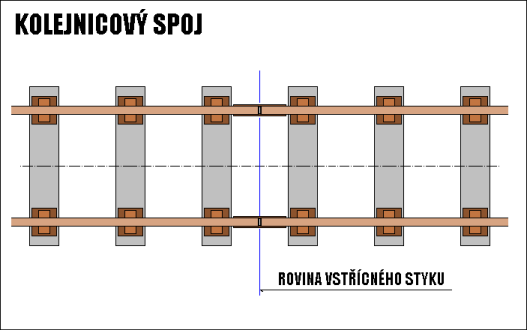
Vstřícné styky
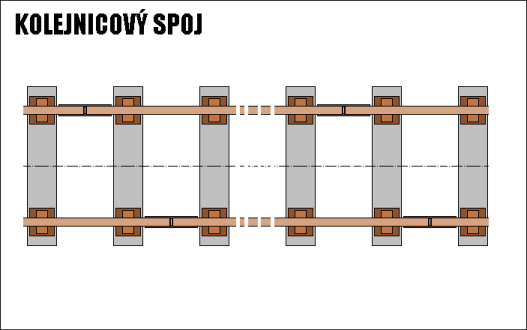
Vystřídané styky
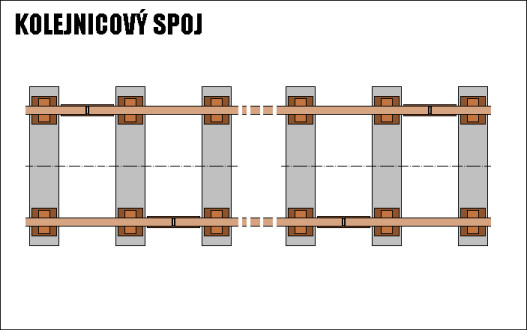
Neuspořádané styky

## Rozebíratelné a pevné spoje

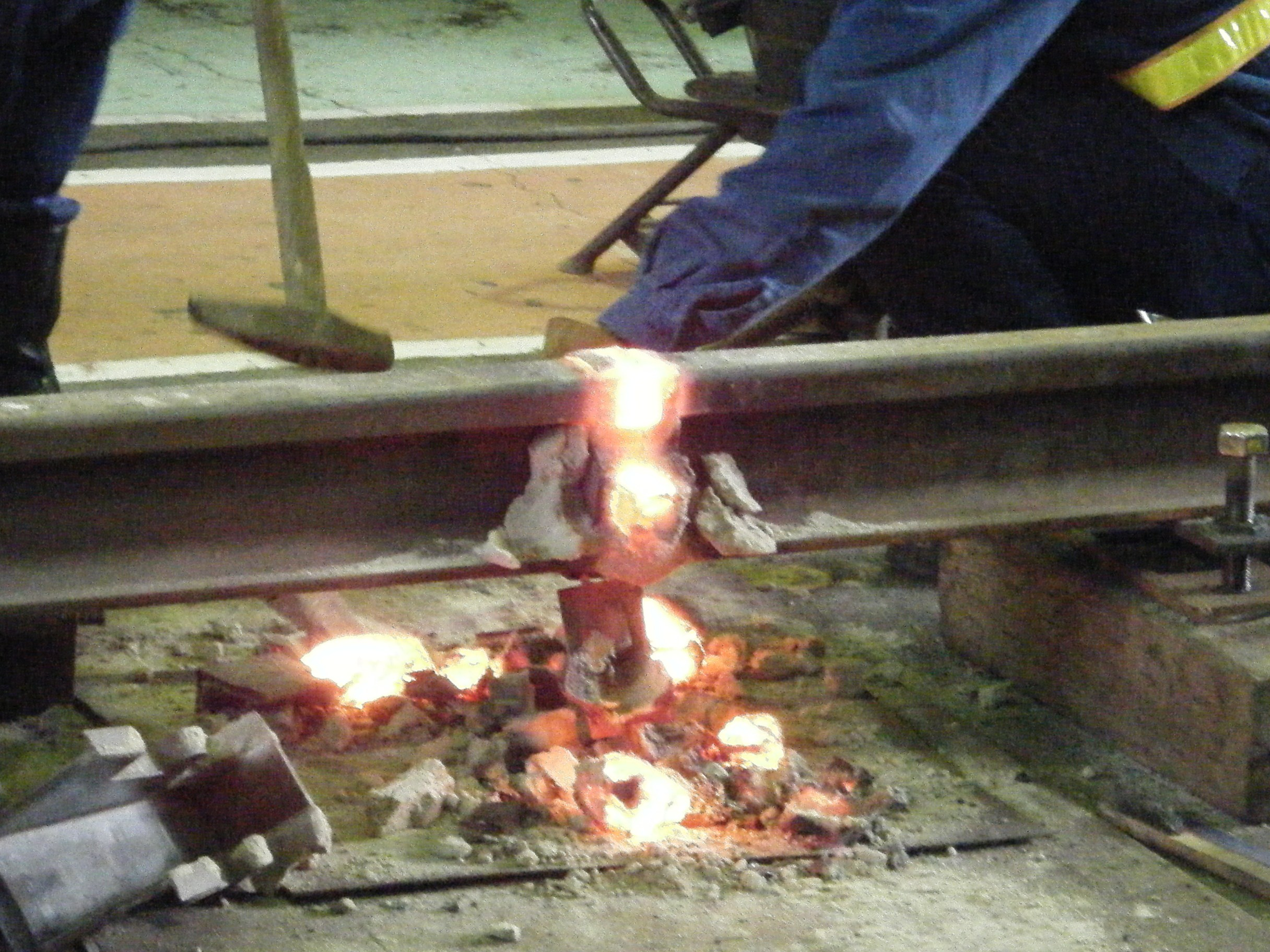
Syrový svár kolejnic

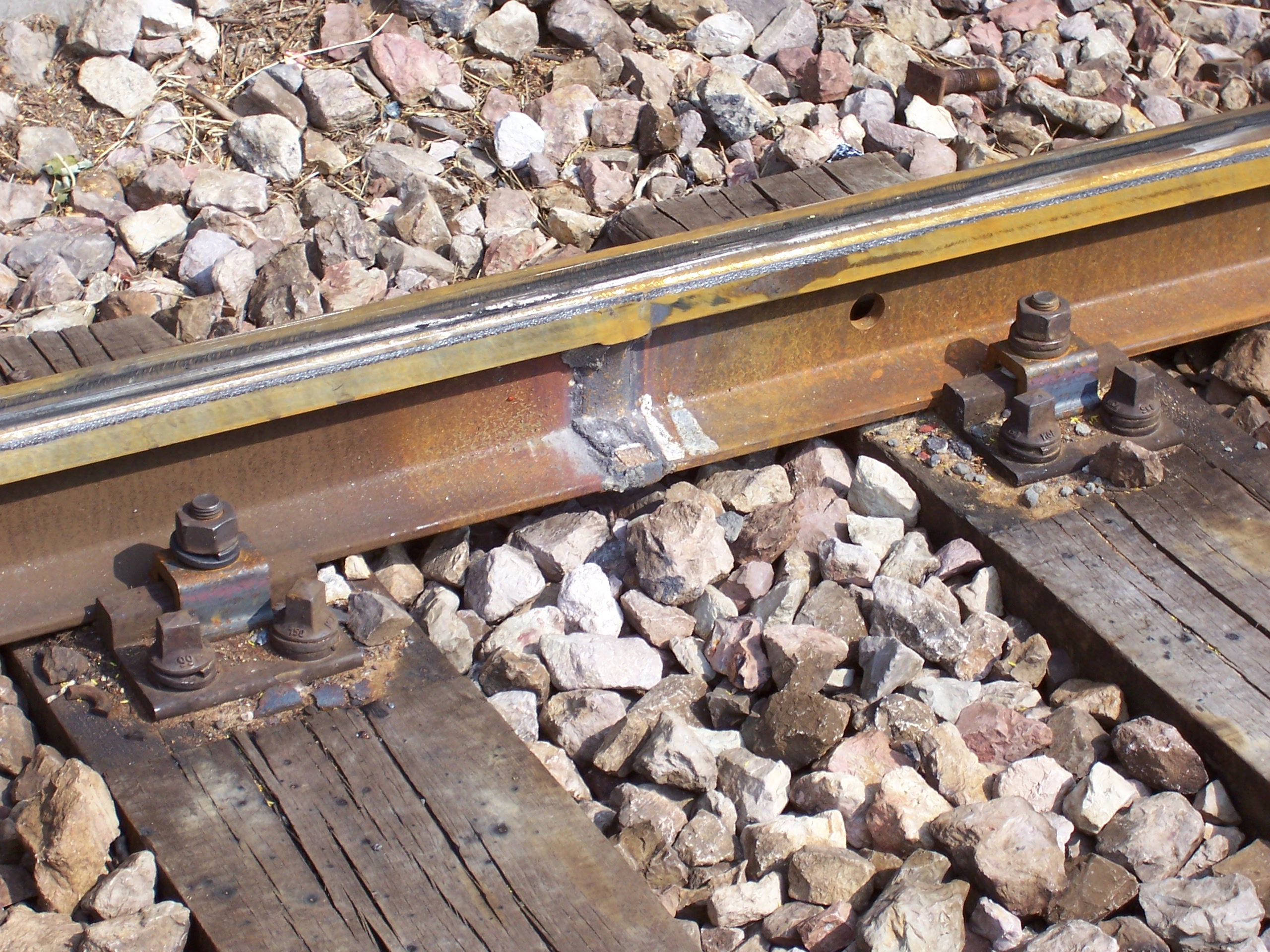
Začištěný svár kolejnic

### Rozebíratelné spoje
Rozebíratelné kolejnicové spoje - kolejnicové styky - jsou spoje řešené pomocí svěrného spojení. Toto spojení je vyvozené silou, která vzniká při vzájemném utahování šroubu a matice a je možno tento spoj rozebrat bez destrukce materiálu. Po montáži je takovýto spoj připraven k použití.

### Nerozebíratelné spoje
Nerozebíratelné spoje jsou vytvářeny svařováním, tedy pevným mechanickým spojem, který je založen na principu natavení stykových ploch kolejnic, kdy dojde k vytvoření vzájemné vazby mezi oběma kolejnicemi na úrovni působení meziatomových vazeb materiálu při tuhnutí. Vzhledem k tvarové změně profilu kolejnice při svařování je nutno konečný profil v místě sváru mechanicky upravit, zpravidla broušením na hlavě kolejnice a na vnitřní straně hlavy.
Použitím svařování vzniká tzv. bezstyková kolej.